# Ligne des Aubrais - Orléans à Montargis
La ligne des Aubrais - Orléans à Montargis est une ligne de chemin de fer française qui était un maillon du projet d'une ligne d'Orléans à Châlons.
Elle constitue la ligne 686 000 du réseau ferré national et relie la préfecture d'Orléans à la sous-préfecture de Montargis dans le département du Loiret et la région Centre-Val de Loire.

## Histoire
Une ligne d'Orléans à Châlons-sur-Marne est concédée à titre éventuel le 14 juin 1864 à MM. James Nugent Daniell, James Legeyt Daniell fils, Louis Théodore de Boudard et William Turck. Le tracé prévu prend naissance en un point à déterminer entre Orléans et Châteauneuf de la ligne d'Orléans à Gien, passe par ou près de Montargis, par ou près de Sens, par ou près de  Troyes, par ou près de Arcis-sur-Aube pour rejoindre la ligne de Paris à Strasbourg près de la gare de Châlons-sur-Marne.
Faute d'avoir commencé les travaux dans les délais impartis, les concessionnaires sont déchus de leur concession par l'arrêté ministériel du 18 avril 1868.
Le 19 juin 1868, la ligne est déclarée d'utilité publique.
Le décret impérial du 16 février 1870 concède la ligne à MM. Gustave de Bussierre, Armand Donon et Ludovic Tenré, qui créent ensuite la Compagnie du chemin de fer d'Orléans à Châlons.
La ligne, initialement à voie unique, est ouverte à l'exploitation par cette compagnie le 25 août 1875.
La ligne est rachetée par l'État selon les termes d'une convention signée le 26 avril 1877 entre le ministre des Travaux publics et la Compagnie du chemin de fer d'Orléans à Châlons. Cette convention est approuvée par une loi le 18 mai 1878.
Par décret du 28 mai 1878, l’Administration des chemins de fer de l'État reprend l’exploitation de la ligne à la défaillante Compagnie du chemin de fer d’Orléans à Châlons-sur-Marne
En 1880, l'administration des chemins de fer de l'État fait poser une seconde voie et en 1884 la ligne est rétrocédée à la Compagnie du chemin de fer de Paris à Orléans (P.O.).
Entre les deux guerres mondiales, trois trains omnibus journaliers desservent la liaison Orléans-Montargis, aller et retour. Il faut au mieux une heure et cinquante et une minutes (indicateur Chaix, 1936) pour effectuer le parcours de 76 kilomètres soit une moyenne d’un peu plus de 40 kilomètres par heure.
Le 1er janvier 1938, dans le cadre de la nationalisation des grandes compagnies, la ligne est transférée à la Société nationale des chemins de fer français (SNCF).
Après la Seconde Guerre mondiale, la seconde voie est déposée. Les locomotives à vapeur sont remplacées par des autorails pour les voyageurs, et des diesels pour les marchandises.

### Déclassement
Le 4 novembre 1969, la ligne est fermée au service des voyageurs.
La section de Boiscommun - Nibelle à Bellegarde - Quiers (PK 158,000 à 163,700) est déclassée le 26 juillet 1973.
En 2012, la partie non déclassée de la ligne n'est plus exploitée.
Entre Bellegarde - Quiers et Boiscommun - Nibelle, la voie est neutralisée et partiellement déposée à la suite de l'effondrement d’un talus. Elle l'est aussi au niveau de Marigny-les-Usages entre la limite est du parc d'activités et la bordure de l'ancien site Lexmark.
Près de Pannes, la tranchée de l'autoroute A77 interrompt le tracé de la voie. En 2023, une partie de la voie ferrée est transformée en voie verte.

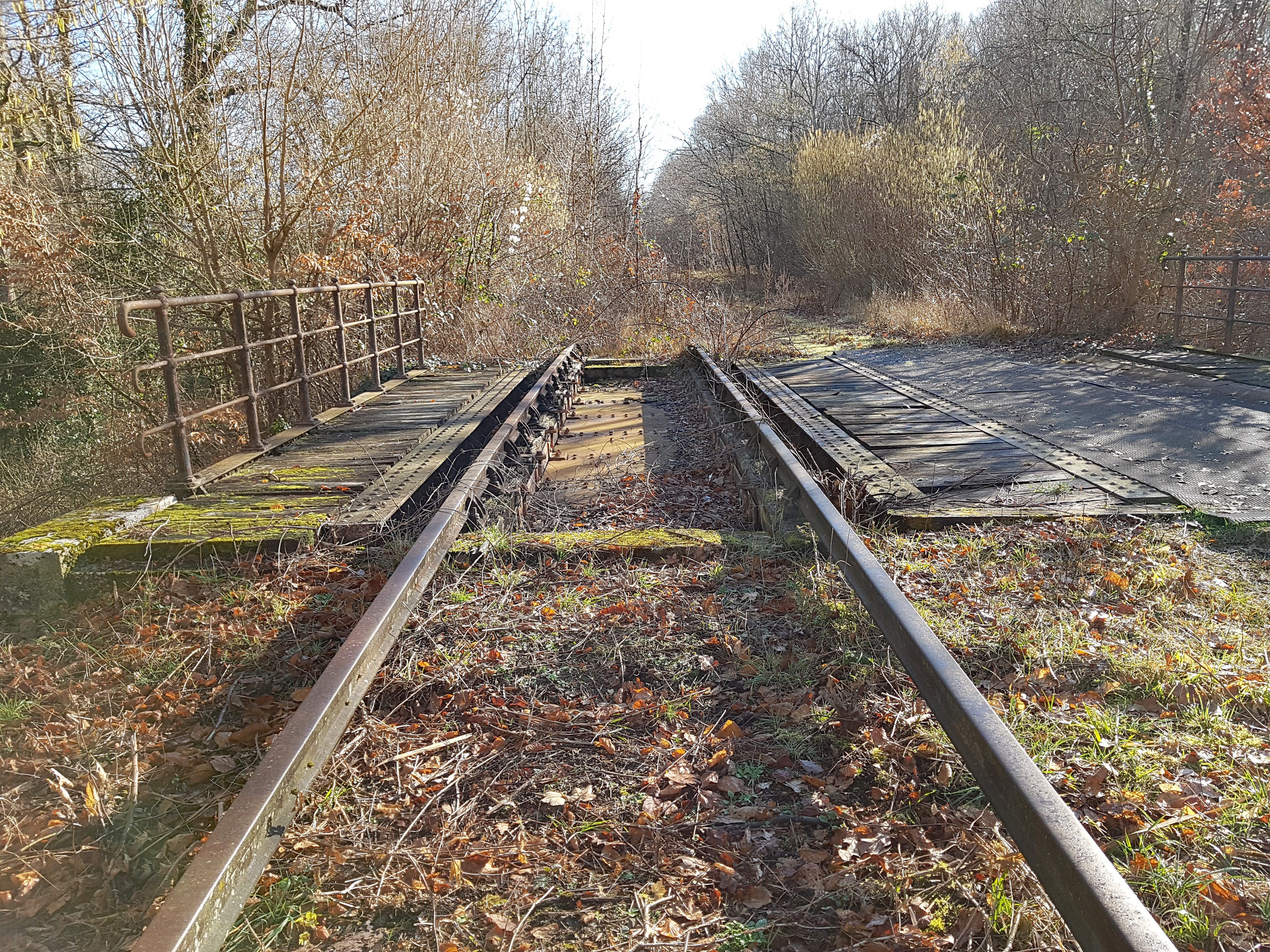
Voie ferrée désaffectée au nord de Boigny
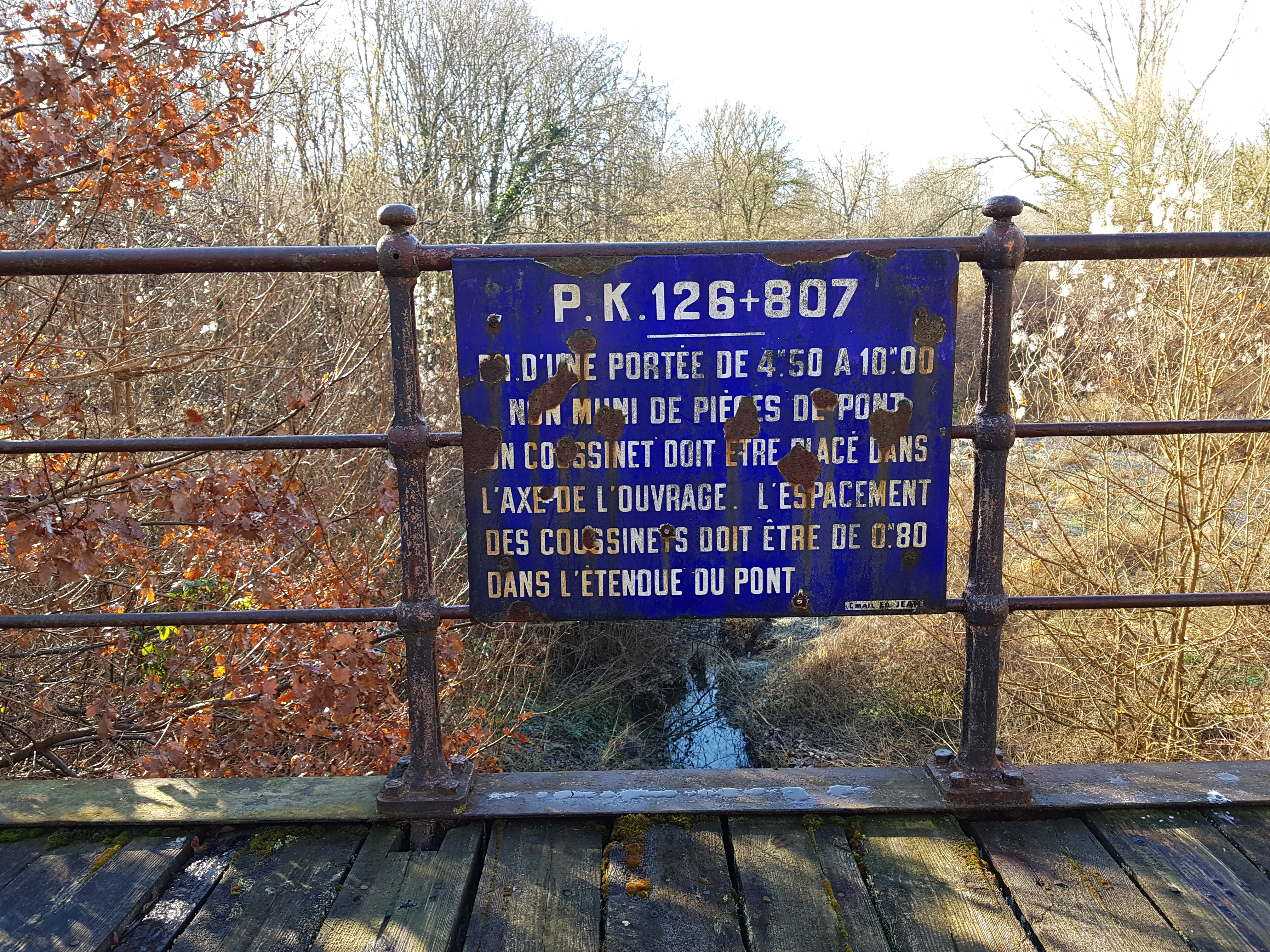
Voie ferrée désaffectée, au point kilométrique 126.807

### Utilisation actuelle
Vestige de cette ligne, une voie réservée au fret dessert l'entreprise de transport et de logistique GXO. Elle voit circuler environ quatre-vingt-dix trains par an entre Fleury-les-Aubrais et Boigny-sur-Bionne.

## Infrastructure

### Les gares
- La halte est un petit bâtiment de deux travées à étage, très étroit, dont le mur à l'étage est aveugle d'un côté. Celles de Donnery et Combreux possèdent également une aile en pans de bois hourdés de brique[13] ;

- La gare de moyenne importance possède un corps de logis à étage aux pignons transversaux combiné à une aile basse en pans de bois hourdés de brique[14] ; l'aile basse possède au moins deux travées tandis que les façades latérales du corps de logis ne possèdent qu'une seule série de percements par étage[15],[16] ;
- La gare de Bellegarde - Quiers possède un corps de logis identique aux autres gares mais est munie d'une aile construite en dur pourvue d'un étage prolongée d'une aile basse également construite en dur[17]. Le bâtiment ne possède pas de cave[18]. S'agit-il d'une reconstruction des ailes d'une gare ordinaire ou d'un bâtiment construit tel quel à l'origine?